# Haraszti György (jogász)
Haraszti György (Budapest, Erzsébetváros, 1912. január 7. – Budapest, 1980. november 26.) nemzetközi jogász, egyetemi tanár; Takács Marianna művészettörténész férje.

## Életpályája
Haraszti (Hirsch) Sándor gépészmérnök és Klein Klára gyermekeként született. Egyetemi tanulmányait a budapesti Pázmány Péter Tudományegyetem jog- és államtudományi karán folytatta, ahol 1933-ban szerzett aranygyűrűs, „Sub auspiciis Gubernatoris” jogtudományi doktorátust. 1938-ban tett bírói és ügyvédi vizsgát. Az ügyvédi kamarába nem kerülhetett felvételre. Behívták munkaszolgálatra. A második világháború után gyakorló jogász volt: 1948-ban az Iparügyi Minisztériumban dolgozott, majd a Külügyminisztérium nemzetközi jogi főosztályát vezette. 
1950-ben koholt vádak alapján félreállították. 1952-től az Eötvös Loránd Tudományegyetem (ELTE) nemzetközi jogi tanszékén oktatott, 1962-ben kapott egyetemi tanári kinevezést. Ő szerkesztette a Questions of International Law-t (I.: Leyden, 1960; II.: Rockville–Budapest, 1981), amely a magyarországi nemzetközi jogi irodalom jelentős idegen nyelvű kiadványsorozata volt. Lefordította Hugo Grotius: A háború és a béke jogáról írt munkáját (1–3. kötet, társszerzők Brósz Róbert és Diósdi György, Budapest, 1960).

## Kutatási területe
Szűkebb szakterülete a hágai Nemzetközi Bíróság joggyakorlata, a nemzetközi szerződési jog, a konzuli jog és a világűrjog volt.

## Tudományos fokozatai
1957-ben szerezte meg az állam- és jogtudományok kandidátusa fokozatot. 1969-ben lett az állam- és jogtudományok doktora (1969).

## Testületi tagságai
Tagja volt a Nemzetközi Jogi Intézetnek, s az ENSZ Világűrjogi Bizottságának (éveken át ő volt a Holddal foglalkozó munkacsoport elnöke). A Nemzetközi Jogi Társaság magyar tagozatának, továbbá a Magyar Jogász Szövetség nemzetközi jogi bizottságának elnöke volt.  

## Művei
- A Nemzetközi Bíróság joggyakorlata. 1946–1956 (Budapest, 1958)
- A nemzetközi szerződések értelmezésének alapvető kérdései (Budapest, 1965)
- A nemzetközi szerződések megszűnése (Budapest, 1973)
- Some Fundamental Problems of the Law of the Treaties (Budapest, 1973)
- Nemzetközi jog (egyetemi tankönyv, társszerzők Herczegh Géza és Nagy Károly, Budapest, 1976, 1985; többekkel, Budapest, 1989)
- Treaties and the Fundamental Change of Circumstances (Leyden, 1976)

## Díjai, elismerései
- Munka Érdemrend arany fokozata (1974, 1980)[8][9]